# Премия имени Н. Н. Боголюбова для молодых учёных
Премия имени Н. Н. Боголюбова для молодых учёных — премия, присуждаемая молодым учёным за работы в области теоретической физики. Учреждена Объединённым институтом ядерных исследований (Дубна) в память физика и математика Н. Н. Боголюбова.
Премия присуждается раз в два года учёным в возрасте не более 33 лет за выдающиеся работы в области теоретической физики, лежащие в русле научного творчества Н. Н. Боголюбова. Премия присуждается, как правило, одному учёному, проявившему раннюю научную зрелость и получившему результаты, пользующиеся мировым признанием. Выдвигаемые на премию работы должны сочетать направленность на решение конкретных проблем естествознания с высоким математически уровнем.
Президент жюри — Д. В. Ширков.

## Лауреаты
- 1999  — Олег Юрьевич Шведов (МГУ, Россия). За цикл работ «Асимптотические методы в статистической физике и квантовой теории поля».
- 2001  — Евгений Васильевич Ивашкевич (ОИЯИ, Россия). За цикл работ «Аналитические методы в неравновесной статистической механике».
- 2005  — Орельен Барро (Aurélien Barrau) (Лаборатория субатомной физики и космологии и Университет Дж. Фурье, Гренобль, Франция). За цикл работ по астрофизике и космологии.